# Norderaue (Schiff)
Die Norderaue ist eine Doppelendfähre der Wyker Dampfschiffs-Reederei Föhr-Amrum.

## Geschichte
Das Schiff wurde unter der Baunummer S.578 auf der Neptun-Werft in Rostock-Warnemünde gebaut. Der Bauvertrag wurde am 26. Oktober 2016 unterzeichnet. Die Kiellegung des Schiffes erfolgte am 16. Dezember 2016.
Die Ablieferung des Schiffes war für Ende Februar 2018 vereinbart. Zwischenzeitlich war von der Fertigstellung des Schiffes bis Ende 2017 ausgegangen worden. Wegen der Auslastung der Neptun-Werft kam es zu Verzögerungen beim Bau. Das Schiff wurde schließlich am 19. April 2018 an die Wyker Dampfschiffs-Reederei Föhr-Amrum abgeliefert. Es wird seit dem 4. Mai 2018 auf der Föhr-Amrum-Linie zwischen dem Festlandhafen Dagebüll und den Inseln Föhr und Amrum eingesetzt und löste die Rungholt ab. Am 8. Juni 2018 wurde das Schiff in Wyk auf Föhr getauft. Taufpatin war Heike Tholund, Ehefrau des Inspektionsleiters der Wyker Dampfschiffs-Reederei.
Benannt ist das Schiff nach der Norderaue, einem Wattstrom im nordfriesischen Wattenmeer zwischen dem Festland, Föhr und Amrum, auf dem das Schiff verkehrt.

## Beschreibung
Das Schiff ist ein modifizierter Nachbau der 2011 abgelieferten Schleswig-Holstein. Bei gleichen Abmessungen verfügt das Schiff über eine größere Fahrzeugkapazität. Das durchgehende Ro-Ro-Deck ist dahingehend verändert, dass vier Lkw nebeneinander Platz finden. Die Spurmeter für Pkw betragen 350 Meter, die für Lkw 280 Meter. An beiden Enden des Schiffes befindet sich jeweils ein Visier, das im Hafen hochgeklappt und so von Fahrzeugen passiert werden kann. Das Ro-Ro-Deck ist auf einem Großteil der Schiffslänge überbaut. Im über dem Ro-Ro-Deck liegenden Decksaufbau befinden sich das Salondeck mit den Einrichtungen für die Passagiere. Über dem Salondeck befinden sich offene Sonnendecks sowie mittschiffs weitere Decksaufbauten mit dem Brückendeck, das so aufgebaut ist, dass das Schiff in beide Richtungen fahren kann.
Der Antrieb erfolgt dieselmechanisch. Das Schiff ist mit vier Caterpillar-Dieselmotoren des Typs 3508C mit zusammen 2260 kW Leistung ausgestattet, die vier Voith-Schneider-Propeller antreiben. Das Schiff erreicht eine Geschwindigkeit von 12 kn. Für die Stromerzeugung stehen drei Dieselgeneratorsätze, die von Caterpillar-Dieselmotoren des Typs C7.1 ACERT angetrieben werden, zur Verfügung.
Das Schiff ist nach den Normen RAL-UZ 141 (Blauer Engel „Umweltfreundliches Schiffsdesign“) und RAL-UZ 110 (Blauer Engel „Umweltschonender Schiffsbetrieb“) gebaut.